# Étrépagny
Ne doit pas être confondu avec Éterpigny, Étrepigney ou Sterpenich.
Étrépagny est une commune française située dans le département de l'Eure, en région Normandie. Elle fait partie de la communauté de communes du Vexin Normand. Ses habitants sont les Sterpinaciens et les Sterpinaciennes.

## Géographie

### Localisation
La commune est située sur le plateau du Vexin normand à environ 18 km des Andelys.
|                               | Longchamps                 | Heudicourt                  |
| Doudeauville-en-Vexin Le Thil | Étrépagny                  | Bézu-Saint-Éloi Bernouville |
| Hacqueville                   | Sainte-Marie-de-Vatimesnil | Chauvincourt-Provemont      |

### Hydrographie
La commune est située dans le bassin Seine-Normandie. Elle est drainée par la Bonde,.
La Bonde, d'une longueur de 18 km, prend sa source dans la commune de Nojeon-en-Vexin et se jette  dans la Levrière à Bézu-Saint-Éloi, après avoir traversé sept communes.

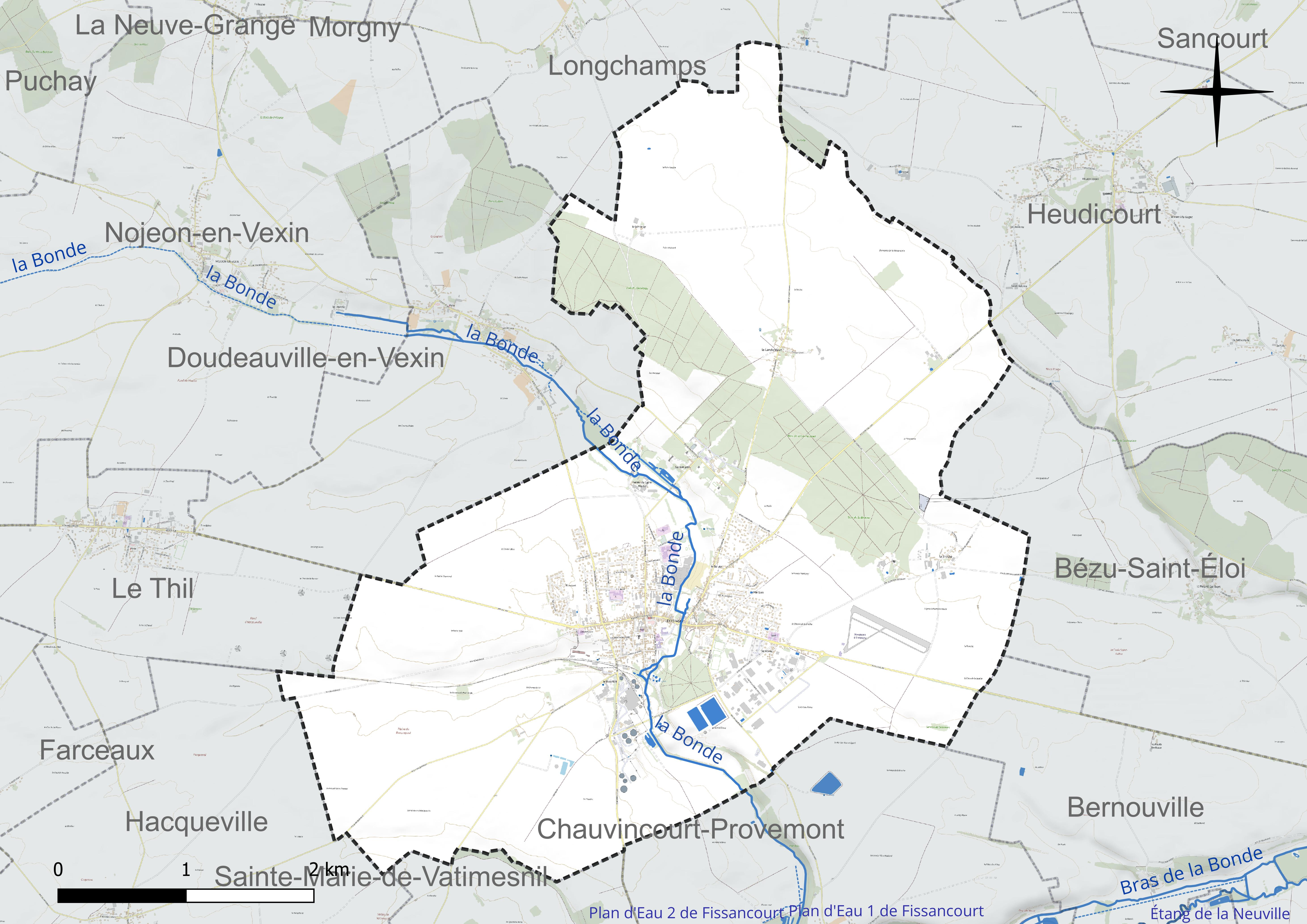
Réseau hydrographique d'Étrépagny.

### Climat
Pour des articles plus généraux, voir Climat de la Normandie et Climat de l'Eure.
En 2010, le climat de la commune est de type climat océanique dégradé des plaines du Centre et du Nord, selon une étude du CNRS s'appuyant sur une série de données couvrant la période 1971-2000. En 2020, Météo-France publie une typologie des climats de la France métropolitaine dans laquelle la commune est exposée à un climat océanique et est dans une zone de transition entre les régions climatiques « Sud-ouest du bassin Parisien » et « Côtes de la Manche orientale ». Parallèlement le GIEC normand, un groupe régional d’experts sur le climat, différencie quant à lui, dans une étude de 2020, trois grands types de climats pour la région Normandie, nuancés à une échelle plus fine par les facteurs géographiques locaux. La commune est, selon ce zonage, exposée à un « climat des plateaux abrités », correspondant aux plaines agricoles de l’Eure, avec une pluviométrie beaucoup plus faible que dans la plaine de Caen en raison du double effet d’abri provoqué par les collines du Bocage normand et par celles qui s’étendent sur un axe du Pays d'Auge au Perche.
Pour la période 1971-2000, la température annuelle moyenne est de 10,6 °C, avec une amplitude thermique annuelle de 14,4 °C. Le cumul annuel moyen de précipitations est de 740 mm, avec 11,5 jours de précipitations en janvier et 7,8 jours en juillet. Pour la période 1991-2020, la température moyenne annuelle observée sur la station météorologique installée sur la commune est de 11,3 °C et le cumul annuel moyen de précipitations est de 774,0 mm,. Pour l'avenir, les paramètres climatiques de la commune estimés pour 2050 selon différents scénarios d’émission de gaz à effet de serre sont consultables sur un site dédié publié par Météo-France en novembre 2022.
| Mois                                  | jan.             | fév.           | mars          | avril         | mai           | juin            | jui.          | août          | sep.          | oct.          | nov.            | déc.             | année      |
| ------------------------------------- | ---------------- | -------------- | ------------- | ------------- | ------------- | --------------- | ------------- | ------------- | ------------- | ------------- | --------------- | ---------------- | ---------- |
| Température minimale moyenne (°C)     | 1,4              | 1,3            | 2,9           | 4,6           | 8             | 10,9            | 12,7          | 12,6          | 10            | 7,6           | 4,3             | 1,9              | 6,5        |
| Température moyenne (°C)              | 4,3              | 4,9            | 7,7           | 10,4          | 13,9          | 17              | 19            | 19            | 15,7          | 11,9          | 7,6             | 4,7              | 11,3       |
| Température maximale moyenne (°C)     | 7,3              | 8,5            | 12,4          | 16,2          | 19,7          | 23              | 25,3          | 25,3          | 21,4          | 16,2          | 10,8            | 7,5              | 16,1       |
| Record de froid (°C) date du record   | −18,2 08.01.1985 | −16,5 07.02.12 | −12 13.03.13  | −4,2 08.04.03 | −2 04.05.1996 | −0,5 05.06.1991 | 3,5 31.07.15  | 3,5 26.08.18  | −0,5 30.09.18 | −4,7 28.10.03 | −9,5 24.11.1998 | −14,8 07.12.1969 | −18,2 1985 |
| Record de chaleur (°C) date du record | 15,7 27.01.03    | 19,5 27.02.19  | 23,6 27.03.03 | 28,5 21.04.18 | 34,2 27.05.05 | 38,5 21.06.17   | 41,4 25.07.19 | 40,3 10.08.03 | 34,2 04.09.05 | 29,5 01.10.11 | 21,5 01.11.14   | 16,5 07.12.00    | 41,4 2019  |
| Précipitations (mm)                   | 73,8             | 57,3           | 57,3          | 54,2          | 64,5          | 61              | 58,6          | 61,7          | 54,5          | 68,3          | 71              | 91,8             | 774        |

## Urbanisme

### Typologie
Au 1er janvier 2024, Étrépagny est catégorisée bourg rural, selon la nouvelle grille communale de densité à 7 niveaux définie par l'Insee en 2022.
Elle appartient à l'unité urbaine d'Étrépagny, une unité urbaine monocommunale constituant une ville isolée,. Par ailleurs la commune fait partie de l'aire d'attraction de Paris, dont elle est une commune de la couronne,. 

### Occupation des sols
L'occupation des sols de la commune, telle qu'elle ressort de la base de données européenne d’occupation biophysique des sols Corine Land Cover (CLC), est marquée par l'importance des territoires agricoles (77,7 % en 2018), en diminution par rapport à 1990 (78,7 %). La répartition détaillée en 2018 est la suivante :
terres arables (75,6 %), forêts (11,2 %), zones urbanisées (9,6 %), zones agricoles hétérogènes (1,8 %), zones industrielles ou commerciales et réseaux de communication (1,5 %), prairies (0,4 %). L'évolution de l’occupation des sols de la commune et de ses infrastructures peut être observée sur les différentes représentations cartographiques du territoire : la carte de Cassini (XVIIIe siècle), la carte d'état-major (1820-1866) et les cartes ou photos aériennes de l'IGN pour la période actuelle (1950 à aujourd'hui).

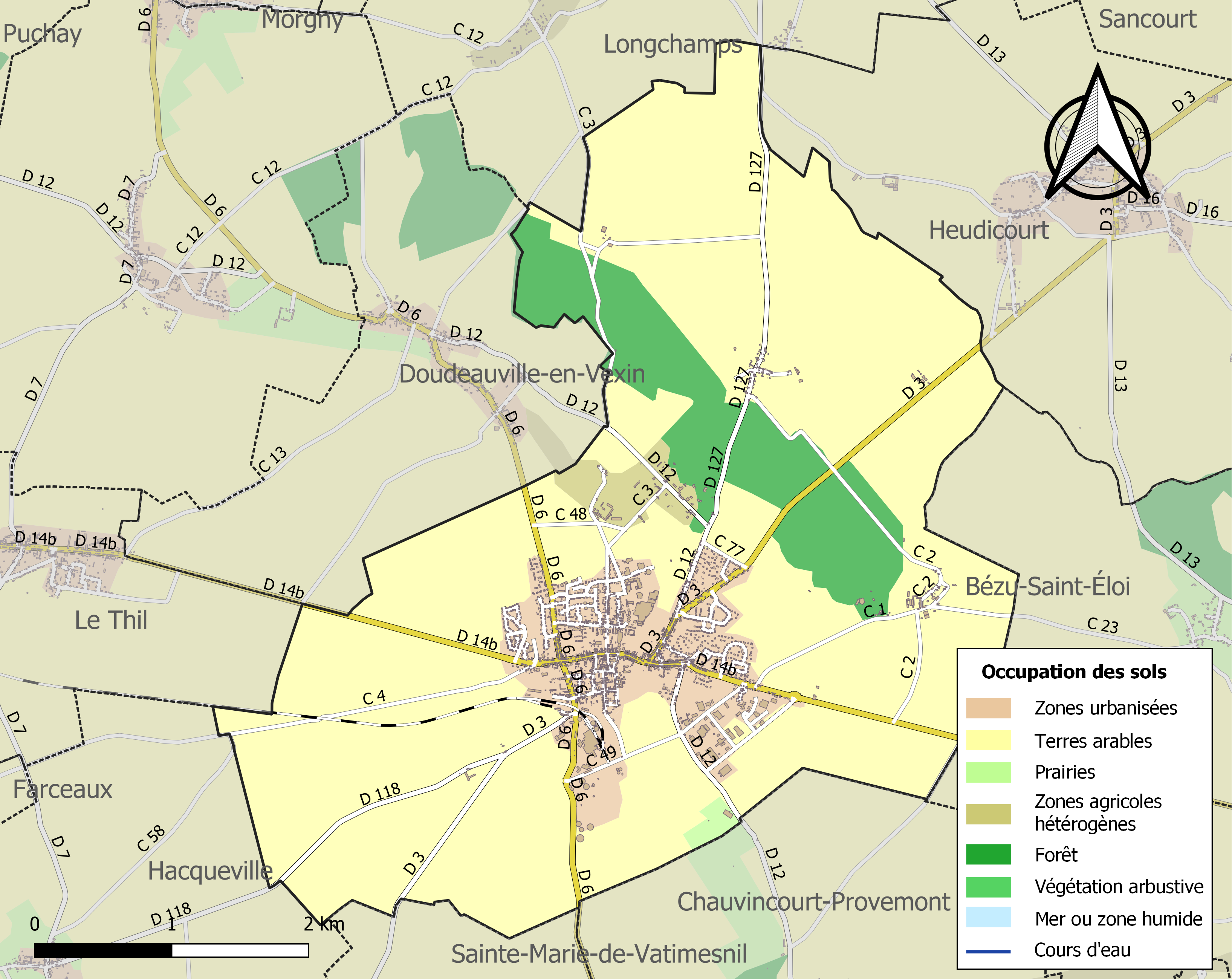
Carte des infrastructures et de l'occupation des sols de la commune en 2018 (CLC).

### Voies de communication et transports
La commune est desservie, en 2023, par la ligne 609 du réseau interurbain de l'Oise et par les lignes 206, 208 et 219 du réseau Nomad Car 27,,.

## Toponymie
Le nom est attesté sous les formes Sterpiniacum en 628 (charte de Dagobert), Sterpiniacum en 644 (saint Ouen, Vie de saint Éloi), Stirpiniacus en 661 (charte de Clotaire III), Stripiniacum en 863 (charte de Charles le Chauve), Stirpiniaco en 872, Strinpenneium en 1151, Strinpinneium et Stripenneium en 1152, Stripenneium en 1160, Striprenium vers 1183 (charte de Henri II), Stripigneium en 1216 (charte du prieuré de Vesly), Estrepegny en 1252, Estrepigniacum en 1268 (charte de Guillaume de Pont-de-l’Arche, évêque de Lisieux), Estrepiniacum en 1234 (bulle de Grégoire IX), Estrepingneium en 1260 (archives de l’Eure), Estrepingniacum et Estrepigniacum en 1292, Estrepigneyum en 1316, Estrepigny en 1325, Estrepungny en 1357 (Trésor des chartes, reg. 89), Estrepeigne et Estrepaigny en 1408 (aveu de Jean de Ferrières), Étrépagny aux XIXe siècle.
Il représente le type toponymique gallo-roman *STERPINIACU, basé sur l'anthroponyme gallo-roman *Sterpin(i)us, dérivé du latin stirps qui signifie « origine, souche, racine, rejeton », et du suffixe gallo-roman, d'origine gauloise, I-ACU ou allongé -INIACU.
Il existe une homonymie avec les communes du Nord de la France du type Éterpigny (Hauts-de-France), Étrepigney (Bourgogne-Franche-Comté), ainsi qu'en Belgique Sterpenich (forme germanisée).

## Histoire
Occupation romaine. 

### Moyen  Âge
Lieu de villégiature du roi Dagobert Ier, érigée en forteresse à l'époque ducale, Étrépagny fut au XVIe siècle la propriété de Marie de Bourbon, duchesse de Longueville et de la famille Turgot au XVIIIe siècle.
Le village originel occupa les terrains marécageux du clos vert avant le XIe siècle. Les habitations se concentraient sur Saint-Rock, la Bonde et Valtot (et son moulin),. Des travaux effectués en 1820, jusqu'à une profondeur de plus de quatre mètres, ont permis de rencontrer plusieurs couches successives indiquant des habitats. Le village s'est déplacé pour échapper aux inondations de la rivière. Aux environs du XIVe siècle, il se déplace, vers le nord pour devenir la ville d'aujourd'hui. Le clos vert a été petit à petit assaini et transformé en prairies. S'y trouvait érigé le Château Vert, disparu.
D'anciens actes citent l'église de la ville sous l'invocation de saint Jean Celle-ci était placée au Clos Vert dans le triangle formé par la rue de Grainville, le faubourg de Vernon et le chemin de Gamaches-en-Vexin. Ce lieu peu distant de Valtot était en quelque sorte le centre de la primitive cité et il a conservé jusqu'au siècle dernier le nom de cimetière Corbelet au lieu-dit du même nom

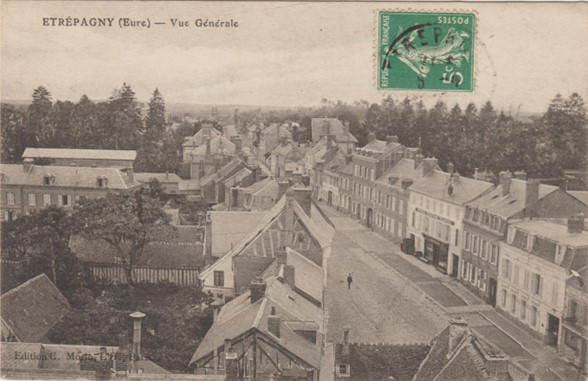
Vue générale d'Étrépagny

### Epoque contemporaine
Saint-Martin fut réuni au bourg d'Étrépagny le 2 février 1809.

#### Guerre de 1870
Le bourg fut ravagé par une colonne prussienne pendant la guerre de 1870. Dans la nuit du 29 au 30 novembre, les Prussiens attaquèrent le village. 
Le 30 novembre, jour de l'incendie de la ville, donne le nom à la rue qui dessert le monument érigé en mémoire de ce fait de guerre en 1873 sur la place dénommée alors du Franc-Marché.

#### Découverte archéologique en 1964
Le vendredi 15 mai 1964, en creusant une fosse pour la construction d'une bascule pour la sucrerie, des sarcophages de pierre, contenant des squelettes en parfait état de conservation ont été mis au jour.

## Politique et administration

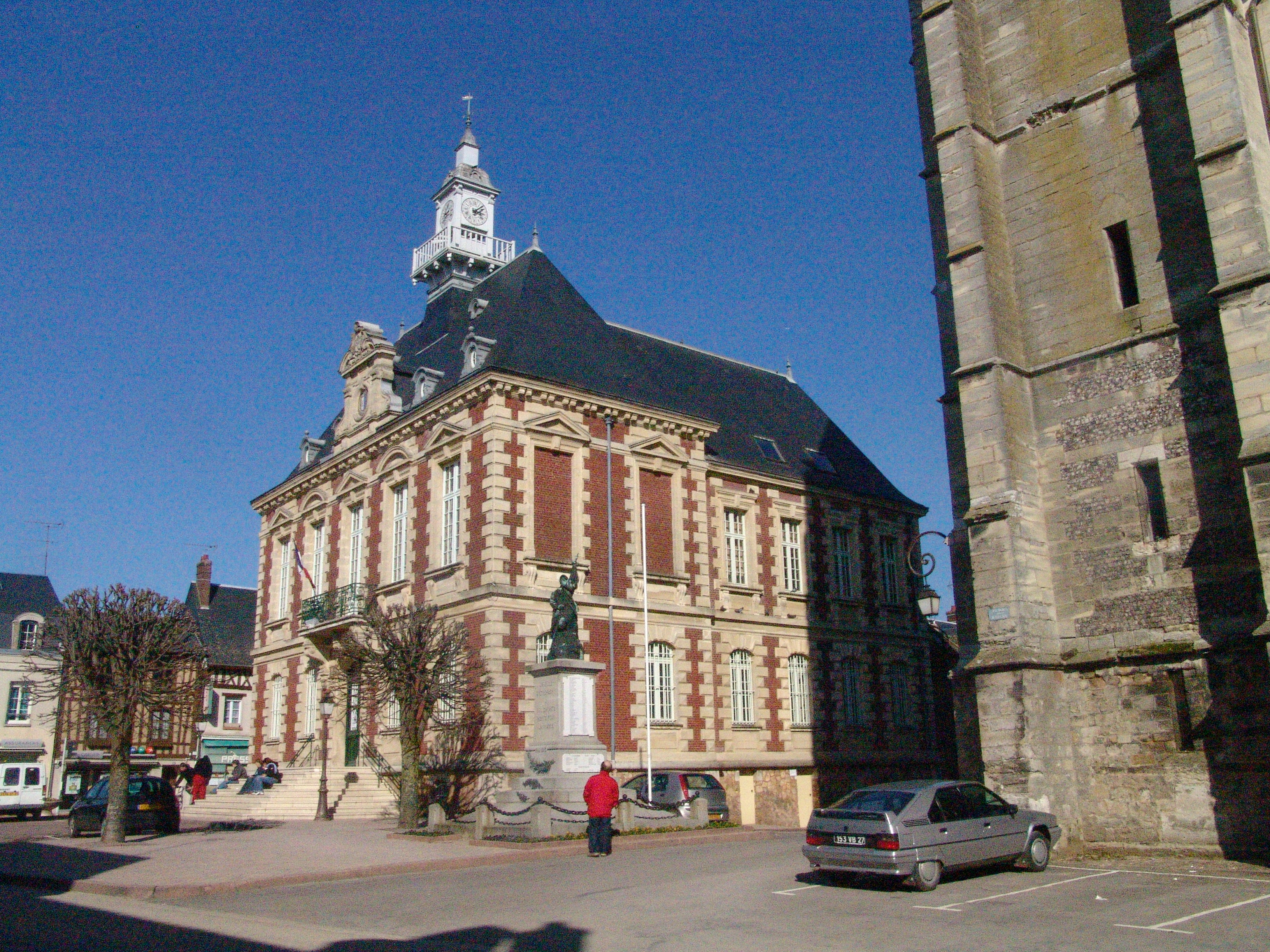
Mairie d'Étrépagny.

### Rattachements administratifs et électoraux
Rattachements administratifs
La commune se trouve dans l'arrondissement des Andelys du département de l'Eure.
Elle était depuis 1802 le chef-lieu du canton d'Étrépagny. Dans le cadre du redécoupage cantonal de 2014 en France, cette circonscription administrative territoriale a disparu, et le canton n'est plus qu'une circonscription électorale.
Rattachements électoraux
Pour les élections départementales, la commune fait partie depuis 2014 du canton de Gisors
Pour l'élection des députés, elle fait partie de la cinquième circonscription de l'Eure.

### Intercommunalité
La commune était le siège de la communauté de communes du canton d'Étrépagny, un établissement public de coopération intercommunale (EPCI) à fiscalité propre créé fin 1996.
Celle-ci fusionne avec sa voisine pour former le 1er janvier 2020 la communauté de communes du Vexin Normand, dont Étrépagny devrait devenir le siège en 2020.

### Tendances politiques et résultats
Au premier tour des élections municipales de 2014 dans l'Eure, la liste menée par le maire sortant DVD Pierre Beaufils remporte la majorité absolue des suffrages, avec 1 078 voix (57,74 %), devançant largement la liste DVG menée par Laurent Bausmayer (478 voix, 25,60 %) et celle menée par le Div Jean-Jacques Pilinski (311 voix, 16,66 %).
Au premier tour des élections municipales de 2020 dans l'Eure, la liste SE menée par Frédéric Cailliet, soutenue par le maire sortant Pierre Beaufils, remporte la majorité absolue des suffrages exprimés (914 voix, 63,12 %), devançant largement la liste menée par le SE Jim Dhoëdt (534 voix, 36,88 %) lors d'un scrutin marqué par 47,76 % d'abstention.

### Liste des maires
| Période                                  | Période                       | Identité                                    | Étiquette          | Qualité |
| ---------------------------------------- | ----------------------------- | ------------------------------------------- | ------------------ | --- |
| Les données manquantes sont à compléter. |                               |                                             |                    | |
| 6 novembre 1792                          |                               | Jean Charles Royer de Véricourt             |                    | "Elu pour dresser les actes destinés à constater les naissances, mariages et décès des citoyens de la commune d'Etrépagny" le 6 novembre 1792, autrement qualifié de "maire de la paroisse d'Etrépagny" |
| vers an XII                              | 1807                          | Guillaume Hulot                             |                    | |
| vers 1807                                | 1808                          | Jean-Baptiste Hebert                        |                    | |
| vers 1808                                | 1810                          | Louis Nicolas Deslongchamps                 |                    | |
| vers 1810                                | 1816                          | Jean Charles François Thomas de Bettencourt |                    | Maire d'Ivry-sur-Seine (1819 → 1825) |
| vers 1816                                |                               | Gabriel François Le Flameng d'Elbouville    |                    | Notaire |
| Les données manquantes sont à compléter. |                               |                                             |                    | |
| vers 1845                                |                               | Foubert                                     |                    | |
| vers 1849                                |                               | Boullin-Saint-Amand                         |                    | Membre de la société libre d'agriculture arts et lettres de l'Eure |
| Les données manquantes sont à compléter. |                               |                                             |                    | |
| vers 1865                                |                               | Jean-Emmanuel Le Couteulx de Canteleu       | Conservateur       | Ancien lieutenant de carabiniers Propriétaire, lieutenant de louveterie Conseiller général (1864 → 1904) Chevalier de la Légion d'honneur Chevalier de l'Ordre de Léopold                               |
| Les données manquantes sont à compléter. |                               |                                             |                    | |
| vers 1874                                | 02/1874                       | M. Raffy                                    |                    | Banquier Conseiller d'arrondissement Président de la société de secours mutuel du Vexin |
| 02/1874                                  |                               | Florentin Savetier                          |                    | |
| Les données manquantes sont à compléter. |                               |                                             |                    | |
| vers 1883                                |                               | Jules Arthur Le Bref                        |                    | Sucrier |
| vers 1887                                |                               | Henri Eugène Lesage                         |                    | Cultivateur, propriétaire |
| Les données manquantes sont à compléter. |                               |                                             |                    | |
| vers 1900                                |                               | Babin                                       |                    | |
| vers 1910                                |                               | M. Drouet                                   |                    | Conseiller général (1904 → 1928) |
| Les données manquantes sont à compléter. |                               |                                             |                    | |
| 1940                                     | 1944                          | Joseph d'Astorg                             |                    | Officier de carrière, résistant Président départemental de la Légion française des combattants Mort en déportation à Bergen-Belsen                                                                      |
| Les données manquantes sont à compléter. |                               |                                             |                    | |
| ca. 1977                                 | mars 1983                     | Henri Canu                                  |                    | |
| Les données manquantes sont à compléter. |                               |                                             |                    | |
| mars 1983                                | mai 2020                      | Pierre Beaufils (1943-2020)                 | UMP → LR, puis DVD | Assureur retraité Conseiller général (1998 → 2015) Président de la CC du canton d'Étrépagny (1997 → 2008) Chevalier de l'ordre national du Mérite                                                       |
| mai 2020,                                | En cours (au 16 juillet 2020) | Frédéric Cailliet                           | SE                 | Ancien responsable de la brigade de gendarmerie d'Étrépagny Vice-président de la CC du Vexin Normand (2020 → )                                                                                          |

## Démographie
L'évolution du nombre d'habitants est connue à travers les recensements de la population effectués dans la commune depuis 1793. Pour les communes de moins de 10 000 habitants, une enquête de recensement portant sur toute la population est réalisée tous les cinq ans, les populations de référence des années intermédiaires étant quant à elles estimées par interpolation ou extrapolation. Pour la commune, le premier recensement exhaustif entrant dans le cadre du nouveau dispositif a été réalisé en 2007.

En 2022, la commune comptait 3 677 habitants, en évolution de −3,64 % par rapport à 2016 (Eure : −0,25 %, France hors Mayotte : +2,11 %).
| 1793  | 1800  | 1806  | 1821  | 1831  | 1836  | 1841  | 1846  | 1851  |
| ----- | ----- | ----- | ----- | ----- | ----- | ----- | ----- | ----- |
| 1 313 | 1 201 | 1 330 | 1 250 | 1 368 | 1 516 | 1 508 | 1 609 | 1 617 |

| 1856  | 1861  | 1866  | 1872  | 1876  | 1881  | 1886  | 1891  | 1896  |
| ----- | ----- | ----- | ----- | ----- | ----- | ----- | ----- | ----- |
| 1 660 | 1 663 | 1 628 | 1 680 | 1 886 | 2 025 | 2 043 | 2 093 | 2 120 |

| 1901  | 1906  | 1911  | 1921  | 1926  | 1931  | 1936  | 1946  | 1954  |
| ----- | ----- | ----- | ----- | ----- | ----- | ----- | ----- | ----- |
| 2 177 | 2 349 | 2 365 | 2 090 | 2 370 | 2 277 | 2 371 | 2 464 | 2 475 |

| 1962  | 1968  | 1975  | 1982  | 1990  | 1999  | 2006  | 2007  | 2012  |
| ----- | ----- | ----- | ----- | ----- | ----- | ----- | ----- | ----- |
| 2 773 | 2 637 | 3 074 | 3 151 | 3 671 | 3 553 | 3 562 | 3 560 | 3 885 |

| 2017  | 2022  | - | - | - | - | - | - | - |
| ----- | ----- | - | - | - | - | - | - | - |
| 3 764 | 3 677 | - | - | - | - | - | - | - |

## Économie
La commune est un gros bourg environné d'une campagne ouverte sur des cultures céréalières et betteravières. S'y trouvent implantées la sucrerie d'Étrépagny ainsi qu'une usine Paulstra, spécialisée dans la fabrication d'articles de caoutchouc.

## Culture locale et patrimoine

### Lieux et monuments
En 2016, la commune compte 1 monument inscrit à l'inventaire des monuments historiques, 16 monuments ou édifices répertoriés à l'inventaire général du patrimoine culturel (IGPC), 4 éléments répertoriés à l'inventaire des objets historiques et 33 objets répertoriés à l'IGPC.
- Église Saint-Gervais-et-Saint-Protais construite aux XIVe et XVe siècles, sur un plan en croix latine  Inscrit MH (2009)[47]. Elle a été restaurée à la suite d'un incendie en décembre 1929 et ouverte sur des vitraux de François Décorchemont, ce qui lui vaut le bénéficie du label « Patrimoine du XXe siècle »[48].
- Mairie du XIXe siècle, ses murs construits en appareil de briques rouges et de pierres calcaires blanches portent un toit à longs pans en ardoise bordé de lucarnes en façade, et surmonté d'un clocheton carré en bois à quatre horloges[49]). Les fresques murales de la salle de mariages sont l'œuvre du peintre Jean Fernand-Trochain.
- Ancien couvent des sœurs dominicaines[50] installé en 1878 par les châtelains d'Étrépagny, notamment Marie Étiennette Isabelle de Vatimesnil. La chapelle néo-romane, éclairée de vitraux modernes, est aménagée en ludothèque-médiathèque.

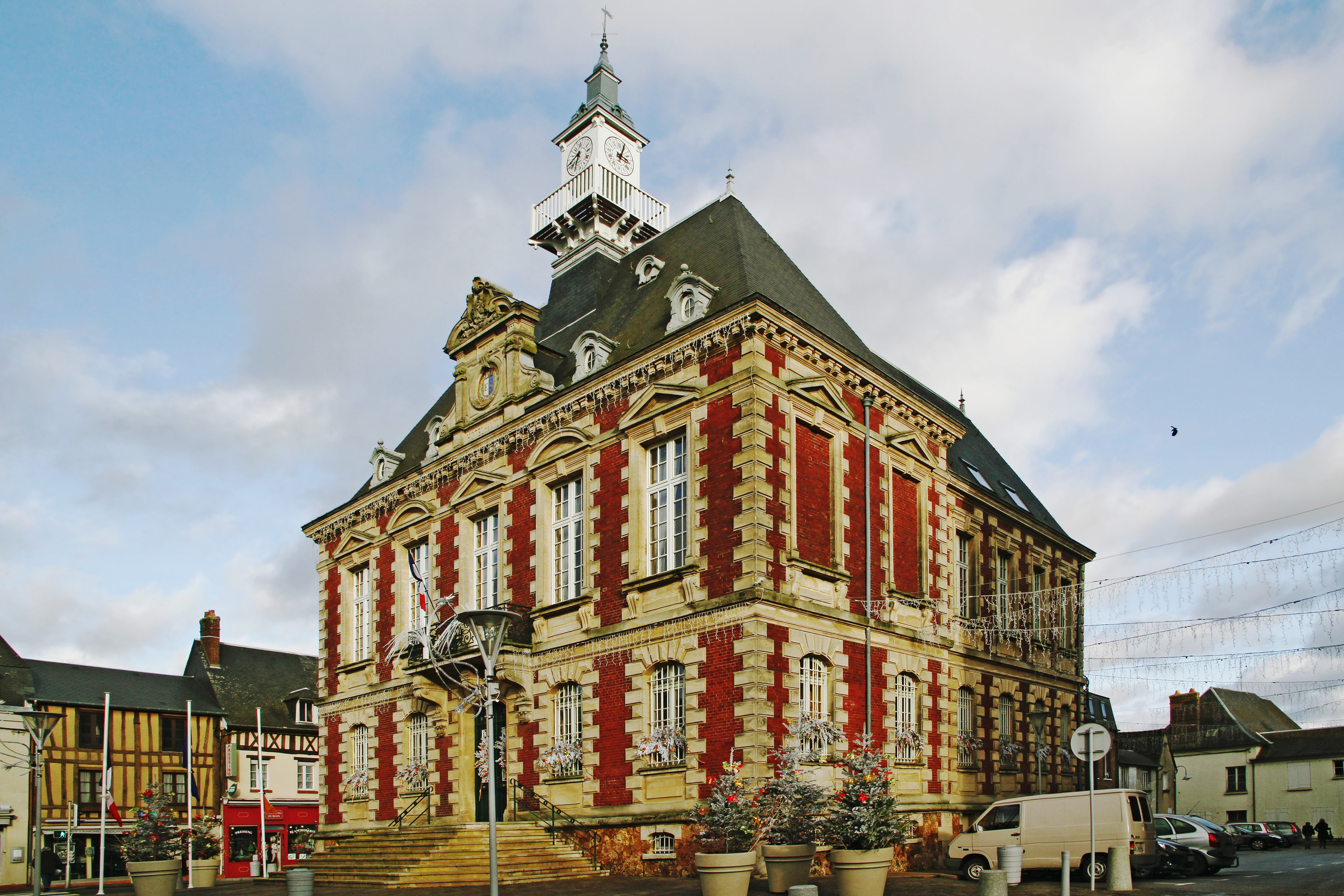
Mairie d'Étrépagny.
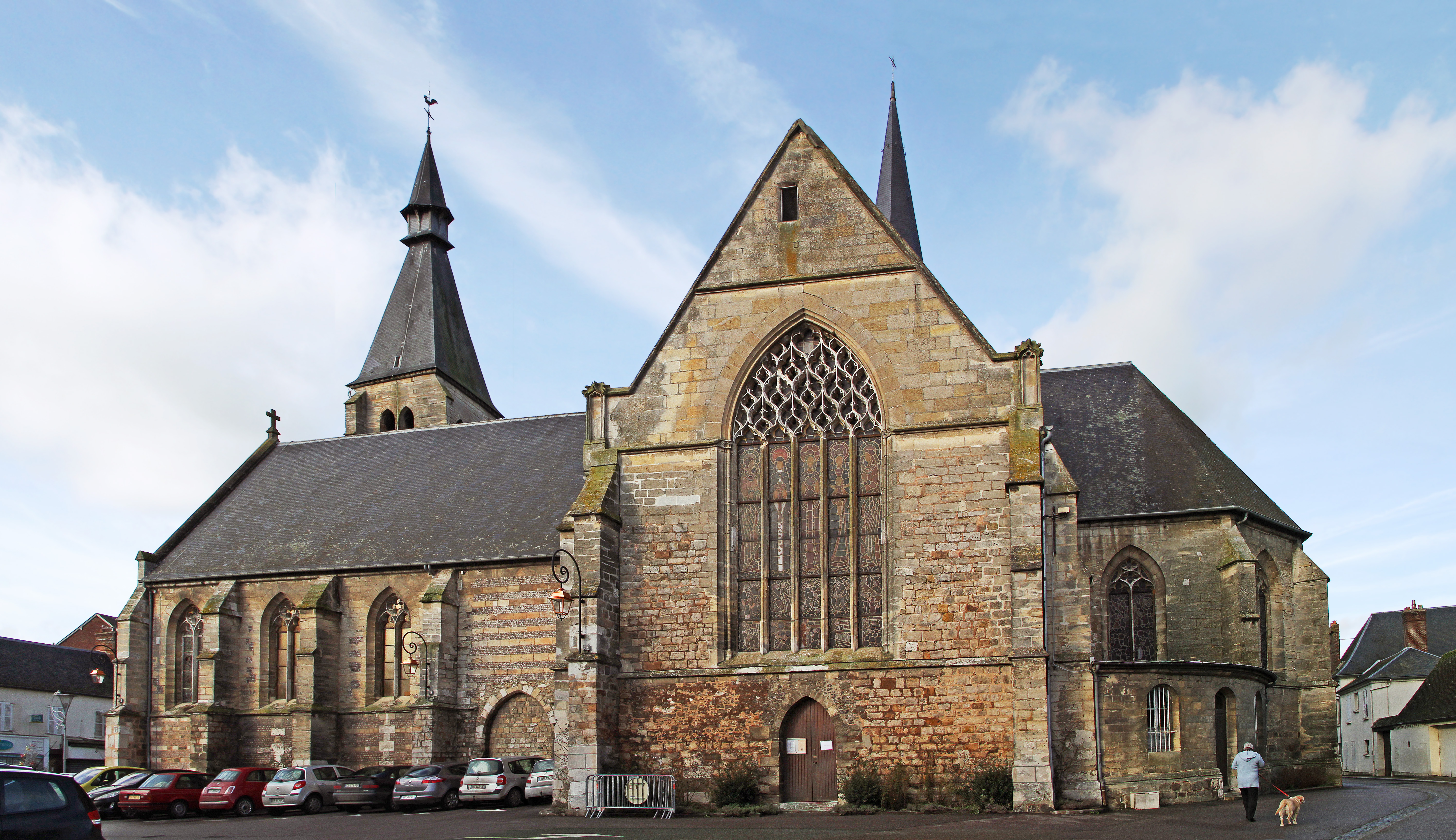
Chevet de l'église Saint-Gervais-Saint-Protais (Vitraux ).
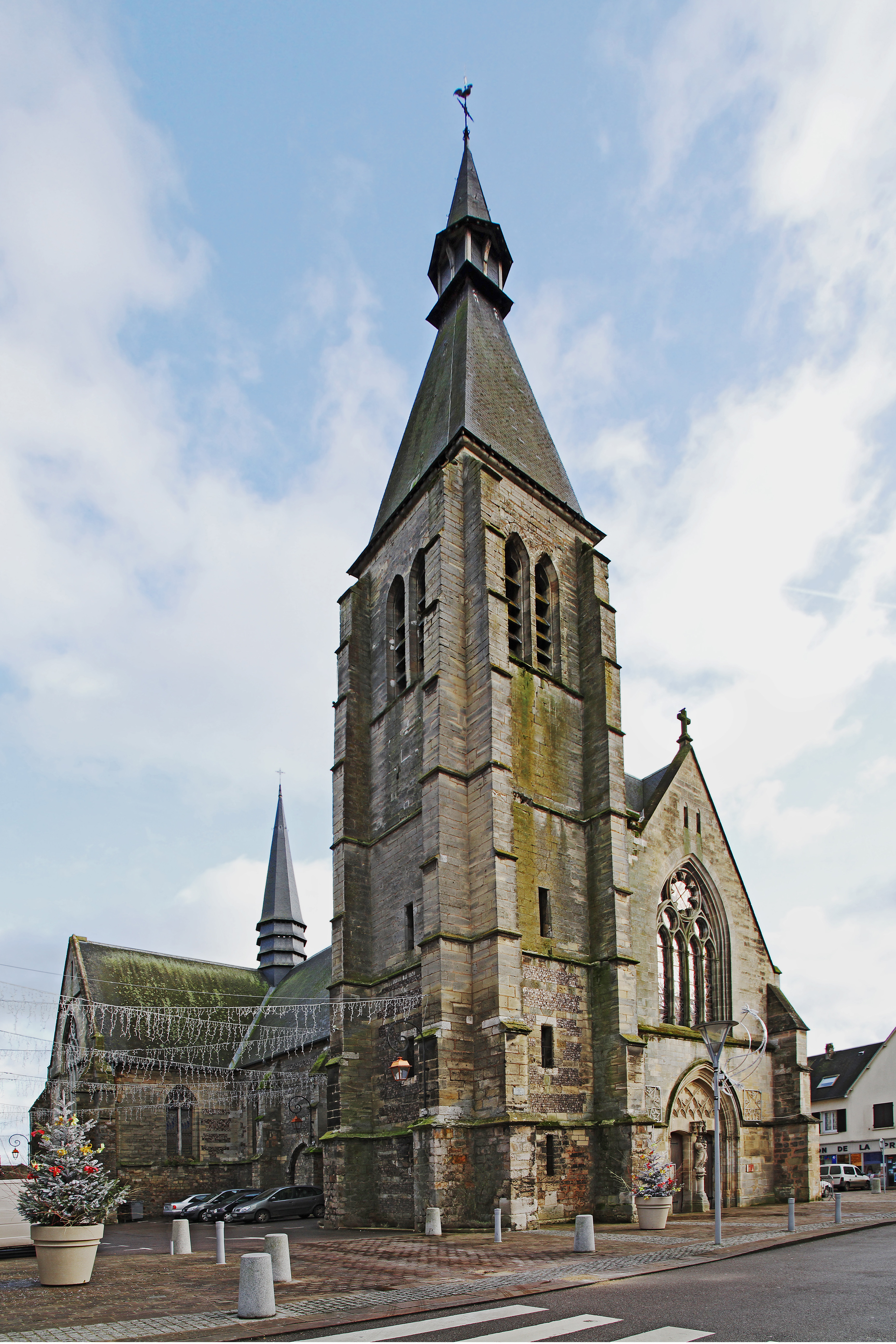
Façade de l'église.
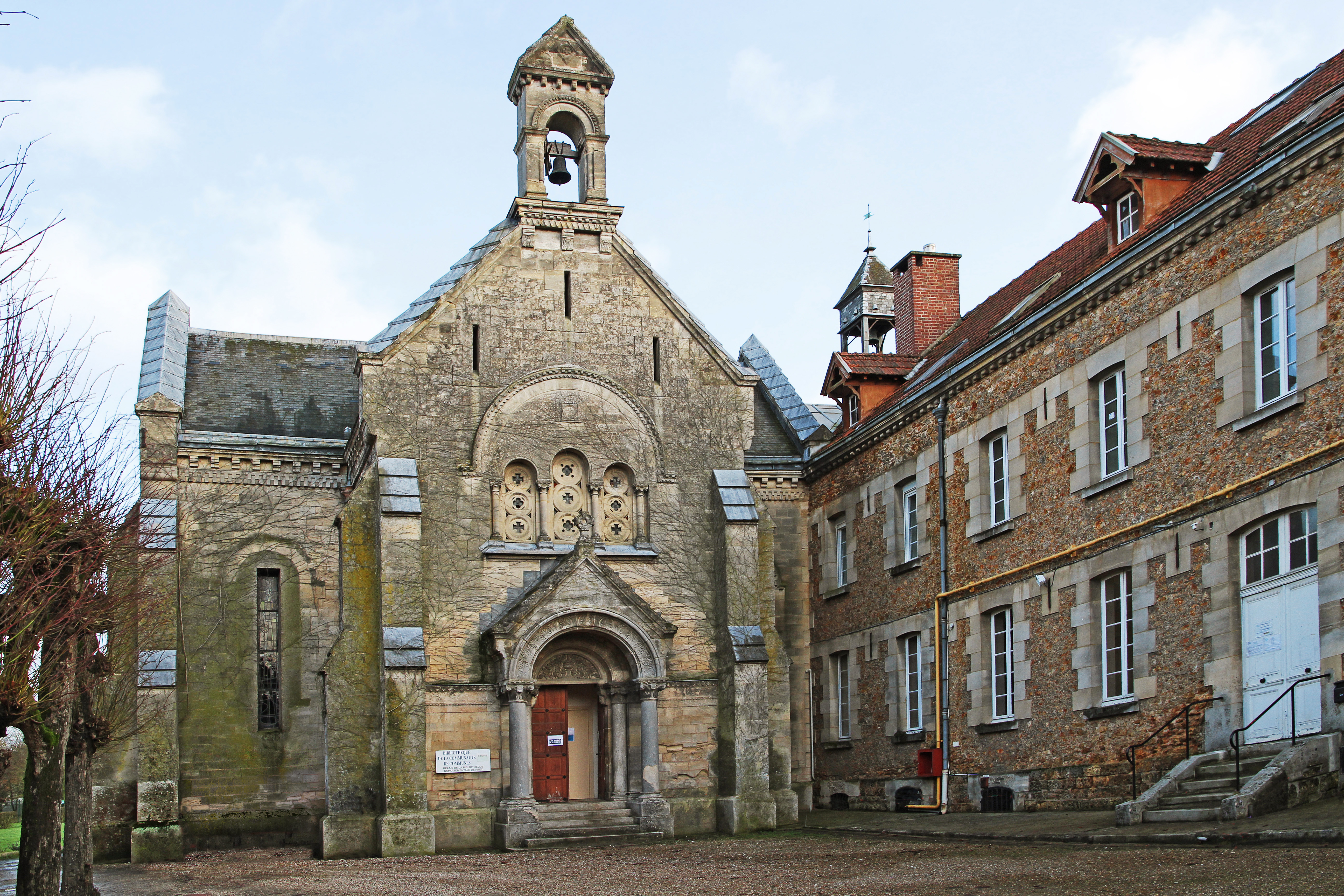
Chapelle des dominicaines.

- Vestiges du château d'Étrépagny[50], XIIe / XVIIe siècle, dans la propriété des religieuses dominicaines.
- Le château Saint-Martin[51], ayant appartenu au maire entre 1827 et 1910.
- Le manoir de Mansigny[52], près de l'actuelle poste, a été construit dans toutes les premières années du XVIIe siècle et remplace le précédent, brûlé vers 1595 par les habitants qui s'étaient ralliés à la Ligue, alors que le seigneur de Mansigny était officier dans les armées du duc de Longueville, baron d'Étrépagny, attaché au roi Henri IV de France.
- Le collège Louis-Anquetin y fait place[53].
- Aérodrome d'Étrépagny.

### Personnalités liées à la commune
- Guillaume V du Bec Crespin (XIIIe siècle), maréchal de France, baron du Bec, d'Étrépagny, sieur de Neauphle
- Grandin de Mansigny : famille noble originaire d'Étrépagny et des environs au XVIIe siècle. Elle émigre vers l'île de Saint-Domingue au début du XVIIIe siècle puis vers Guérande. On les retrouve dans la Manche au XIXe siècle[54].
- Louis Nivelon (1760-1837 à Étrépagny), danseur, actif à l'Opéra de Paris entre 1777 et 1799 .
- Jean-Pierre Aumer (1774-1833) est mort à Saint-Martin-du-Bosc.
- Jules Richard (1828-1893 à Étrépagny), facteur d'orgue et harmonium, y ayant implanté sa manufacture en 1875.
- Louis Anquetin (1861 à Étrépagny-1932), peintre, dessinateur et aquarelliste, un collège de la ville porte son nom.
- Longfier-Chartié, éditeur de cartes postales locales.
- Francis Suttill (1910-1945), animateur du réseau Prosper pendant la Seconde Guerre mondiale, actif notamment sur Étrépagny.
- Une seule famille fut déportée en juillet 1942, la famille Fuchs, dont seuls les enfants David et Esther, nés à Étrépagny, survécurent car ils furent recueillis par l'hospice des Andelys avant d'être cachés en Vendée.
- Micheline Jeannine Chevalier, née le 18 février 1922 à Etrépagny[55], mère du comédien Daniel Prévost.

### Héraldique
| Armoiries d'Étrépagny | Elles peuvent se blasonner ainsi aujourd’hui : parti, au premier à la lettre E capitale de gueules, au second d'azur semé de fleurs de lys d'or, au bâton péri d'argent surmonté d'un lambel du même, brochant sur le tout |